# Grondwet voor het Duitse Rijk (maart 1849)

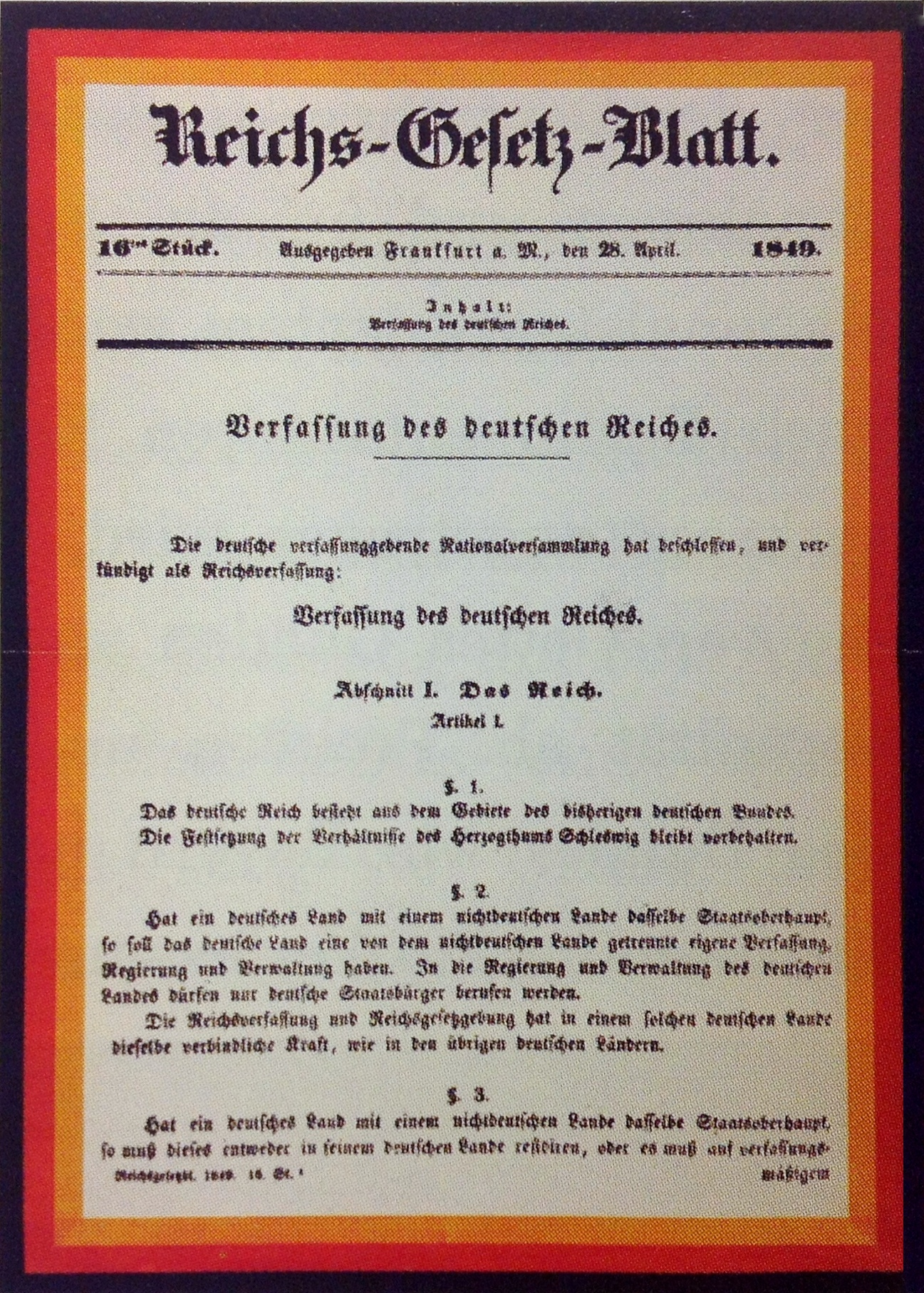
Reichsgesetzblatt met de grondwet van 1849

De Grondwet voor het Duitse Rijk (oftewel Grondwet van de Pauluskerk, Duits: Verfassung des deutschen Reiches, ook Frankfurter Reichsverfassung (FRV) en Paulskirchenverfassung) was de grondwet voor een Duitse federale staat. Besloten werd ze door de Nationale Vergadering van Frankfurt voor het Duitse Rijk van 1848/1849 dat tijdens de Duitse Revolutie van 1848/1849 aan het ontstaan was. Volgens de Nationale Vergadering trad de grondwet met de afkondiging op 28 maart 1849 in kracht. De regeringen van 28 Duitse staten volgden deze opvatting.
Toch werd ze geen realiteit, vanwege de toenmalige machtsverhoudingen in Duitsland. De grootste staten in Duitsland erkenden de grondwet niet maar bestreden haar actief. Ze vonden haar té liberaal. Ook wilden de Zuid-Duitse koninkrijken een statenbond inclusief Oostenrijk.
De grondwet voorzag een politiek stelsel naar het model van de constitutionele monarchie. Een erfelijke keizer die zelf onschendbaar was, benoemde  een verantwoordelijke rijksminister. Verder kon de keizer het in werking treden van wetten tijdelijk voorkomen. Het belangrijkste orgaan van de wetgeving was de Rijksdag met twee kamers. Het volkshuis was te kiezen volgens een algemeen kiesrecht voor mannen. De leden van het statenhuis werden voor de helft door de deelstaatsregeringen benoemd, voor de andere helft door de deelstaatsparlementen gekozen. Als een burger vond dat zijn Grondrechten van het Duitse volk werden geschonden, kon hij klagen voor een Rijksgerechtshof.
De FRV was de eerste democratische grondwet voor geheel Duitsland. De grondwet voor de Unie van Erfurt (1849/1850) was in principe een kopie van haar Frankfurter voorbeeld. Ze was wel conservatiever en federalistischer. Daardoor moest ze voor de grotere staten aantrekkelijker worden. Ook deze grondwet werd uiteindelijk door de belangrijkste staten niet erkend. In de jaren die volgden was de grondwet van 28 maart 1849 een inspiratiebron voor veel politici en had invloed op de grondwetten van Duitse deelstaten en Duitse federale Staten. Dat geldt vooral voor de grondrechten.